# Флаг сельского поселения Стрелковское
Флаг муниципального образования сельское поселение Стрелко́вское Подольского муниципального района Московской области Российской Федерации — опознавательно-правовой знак, служащий официальным символом муниципального образования.
Флаг утверждён 13 мая 2008 года и внесён в Государственный геральдический регистр Российской Федерации с присвоением регистрационного номера 4106.
Флаг муниципального образования сельское поселение Стрелковское составлен на основании герба сельского поселения по правилам и соответствующим традициям вексиллологии и отражает исторические, культурные, социально-экономические, национальные и иные местные традиции.

## Описание
Описание флага, утверждённое решением Совета депутатов сельского поселения Стрелковское от 13 мая 2008 года № 3/4, гласило:
Прямоугольное красное полотнище с отношением ширины к длине 2:3 с изображением посередине стрелы, обвитой стилизованными лилиями, воспроизведённым жёлтым, белым и серым цветами.
9 ноября 2011 года, решением Совета депутатов сельского поселения Стрелковское № 150/30, было утверждено Положение «О флаге сельского поселения Стрелковское Подольского муниципального района Московской области» в новой редакции. Данным Положением, среди прочего, было незначительно изменено описание флага муниципального образования:
Прямоугольное, красное, двухстороннее полотнище с соотношением ширины к длине 2:3, с изображением посредине стрелы жёлтого цвета, обвитой стилизованными лилиями воспроизведёнными белым и серым цветами.

## Символика
Символика фигур флага сельского поселения многозначна:
— изображение стрелы на флаге созвучно с названием сельского поселения, делая композицию флага гласной;
— старинный наконечник стрелы символизирует древность местных поселений. Земли, входящие в состав сельского поселения Стрелковское, имеют очень выгодное географическое положение и в связи с этим были давно освоены и заселены нашими предками, что подтверждается обнаруженными здесь древними курганами;
— стрела — традиционный символ движения вперёд, целеустремлённости, полёта мысли;
— развёрнутая вверх стрела — духовный символ сердечного и интеллектуального рвения, неудержимого стремления духа ввысь. С историей Стрелковского сельского поселения связаны имена академика В. К. Милованова — выдающегося отечественного животновода; И. И. Соколовской — доктора биологических наук, учёного с мировым именем;
— изображение двух стилизованных лилий напоминает украшения православных храмов — на территории поселения расположены три храма. Церковь Святого Николая Чудотворца является одним из старейших каменных зданий, сохранившихся в Подмосковье, и насчитывает более трёхсот лет. Лилии в церковном искусстве — традиционный символ Богородицы, а на территории поселения в селе Покров расположена церковь Покрова Пресвятой Богородицы.
Белый цвет (серебро) — символ чистоты, совершенства, мира и взаимопонимания.
Жёлтый цвет (золото) — символ урожая, богатства, стабильности, уважения и интеллекта.
Красный цвет — символ мужества, силы, труда, красоты и праздника.